# Miloševo Brdo
Miloševo Brdo je naseljeno mjesto u sastavu općine Bosanska Gradiška, Republika Srpska, BiH.

## Stanovništvo
| Miloševo Brdo      |              |
| Godina popisa      | 1991.        |
| Srbi               | 429 (97,72%) |
| Hrvati             | 3 (0,68%)    |
| Muslimani          | 0            |
| Jugoslaveni        | 4 (0,91%)    |
| ostali i nepoznato | 3 (0,68%)    |
| ukupno             | 439          |